# Прогрессивная социалистическая партия Украины
Прогресси́вная социалисти́ческая па́ртия Украи́ны (ПСПУ) (укр. Прогресивна соціалістична партія України) — украинская пророссийская политическая партия.
Учредительный съезд ПСПУ состоялся 20 апреля 1996 года. Председателем партии избрана Наталья Витренко, её заместителем — Владимир Марченко.
Во внешней политике ПСПУ выступает против евро-атлантической интеграции и евроинтеграции Украины, за выход Украины из ВТО и МВФ, за создание нового межгосударственного союза Украины, Беларуси и России. ПСПУ является организатором многочисленных антиНАТОвских протестов на Украине.
ПСПУ считает русский народ государствообразующим этносом Украины — и поэтому выступает за придание русскому языку статуса государственного, поддержку русской культуры и русского православия (Московский патриархат) против Киевского патриархата и униатов, против признания ОУН-УПА в качестве законной воюющей силы.
19 марта 2022 года Советом нацбезопасности и обороны на время военного положения деятельность данной политической партии приостановлена.

## Идеология
Внешняя политика
- Создание межгосударственного союза Российской Федерации, Украины и Беларуси, экономическая и политическая интеграция
- Закрепление внеблокового статуса Украины
- Поддержка социалистических государств и партий по всему миру

Внутренняя политика
- Федерализм; автономия Галиции и Закарпатья
- Полновластие советов как власти трудящихся
- Общенародная собственность на землю и природные ресурсы
- Защита государственной, коммунальной и коллективной собственности
- Ликвидация института неприкосновенности
- Наделение граждан правом отзыва депутатов
- Наделение профсоюзов правом законодательной инициативы
- Наделение трудовых коллективов правом участия в управлении производством и распределения премии
- Введение рабочего и народного контроля
- Предоставление русскому языку статуса государственного
- Право на двойное гражданство
- Бесплатная медицина и образование
- Увеличение прожиточного минимума
- Выборность судей

Конечной целью ПСПУ является построение социализма.

## История партии

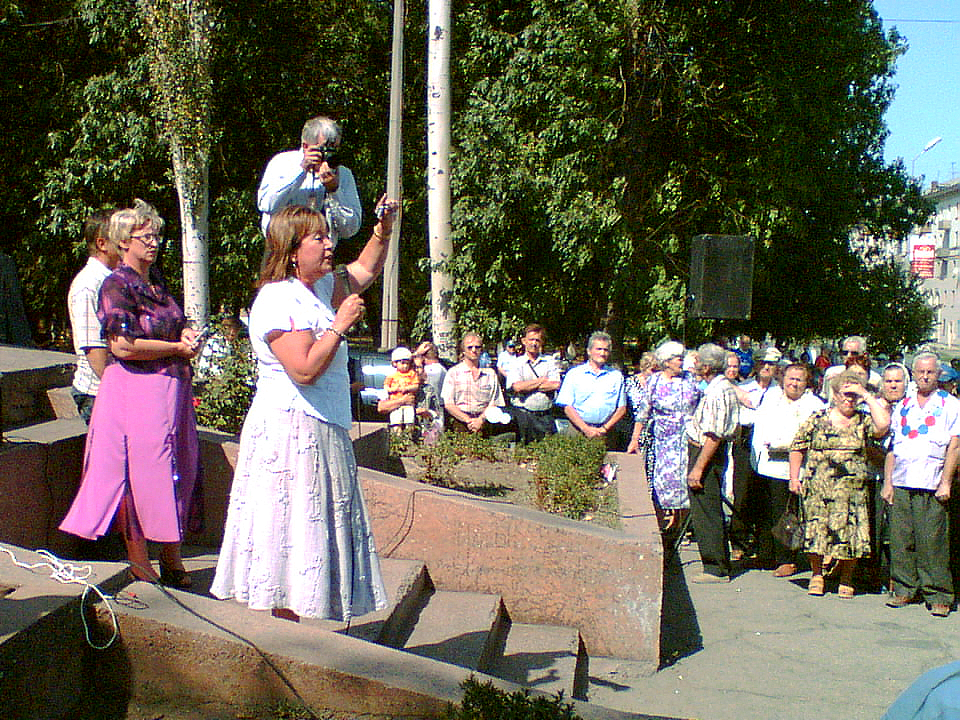
Наталья Витренко на встрече с жителями города Алчевск в 2008 году

Образована 20 апреля 1996 года Натальей Витренко и Владимиром Марченко, исключенными из «Социалистической партии Украины» (СПУ) вследствие несогласия со сдвигом идеологии партии в сторону социал-демократии.
На выборах в марте 1998 года партия набрала 4,05 % голосов и прошла в парламент, получив 17 депутатских кресел.
В 1999 Наталья Витренко выставляла свою кандидатуру на президентских выборах, где заняла 4-е место, получив 10,97 % голосов избирателей.
В 2002 на парламентских выборах Наталья Витренко возглавила избирательный «Блок Наталии Витренко», получивший 3,22 % голосов избирателей и не преодолевший избирательный барьер.
В первом туре президентских выборов в октябре 2004 года она заняла пятое место, получив 1,53 % голосов. В дальнейшем поддержала Виктора Януковича.
В парламентских выборах 2006 года ПСПУ участвовала в составе двухпартийного блока «Народная оппозиция», набравшего 2,93 % и не прошедшего в Верховную раду. В блок также входила партия «Русско-Украинский союз» (партия «Русь»). Своими лозунгами блок провозглашал присоединение Украины к Союзу России и Белоруссии и отказ от вступления в НАТО, ЕС и ВТО.
На внеочередных парламентских выборах 2007 года ПСПУ поддержало 1,32 % избирателей, не преодолев избирательный барьер.
В марте 2009 Наталья Витренко лидер ПСПУ выразила готовность к созданию и объединению в «Блок левых и левоцентристских сил».
26 июля 2011 года агентство REGNUM сообщило, что партия проголосовала за вступление в Общероссийский народный фронт.
12 июня 2015 года Прогрессивная социалистическая партия Украины вместе с Коммунистической партией Украины, тремя более мелкими политическими партиями (среди которых партия «Киевская Русь» и Рабочая партия Украины), тринадцатью общественными организациями (среди которых Славянский комитет Украины) и шестью физическими лицами создали движение «Левая оппозиция».
19 марта 2022 года ПСПУ была запрещена на территории Украины.

## Съезды
Внеочередной XX съезд партии единогласно принял решение о самостоятельном участии партии в выборах-2007. 27 июня 2009 года в Киеве состоялся XXII съезд Прогрессивной социалистической партии Украины. 31 октября 2009 года на XXIII внеочередном съезде партии единогласным решением 234 делегатов Наталья Витренко выдвинута кандидатом на пост президента Украины, но по решению ЦИК Украины в регистрации ей было отказано.

## Результаты на выборах вВерховную Раду Украины

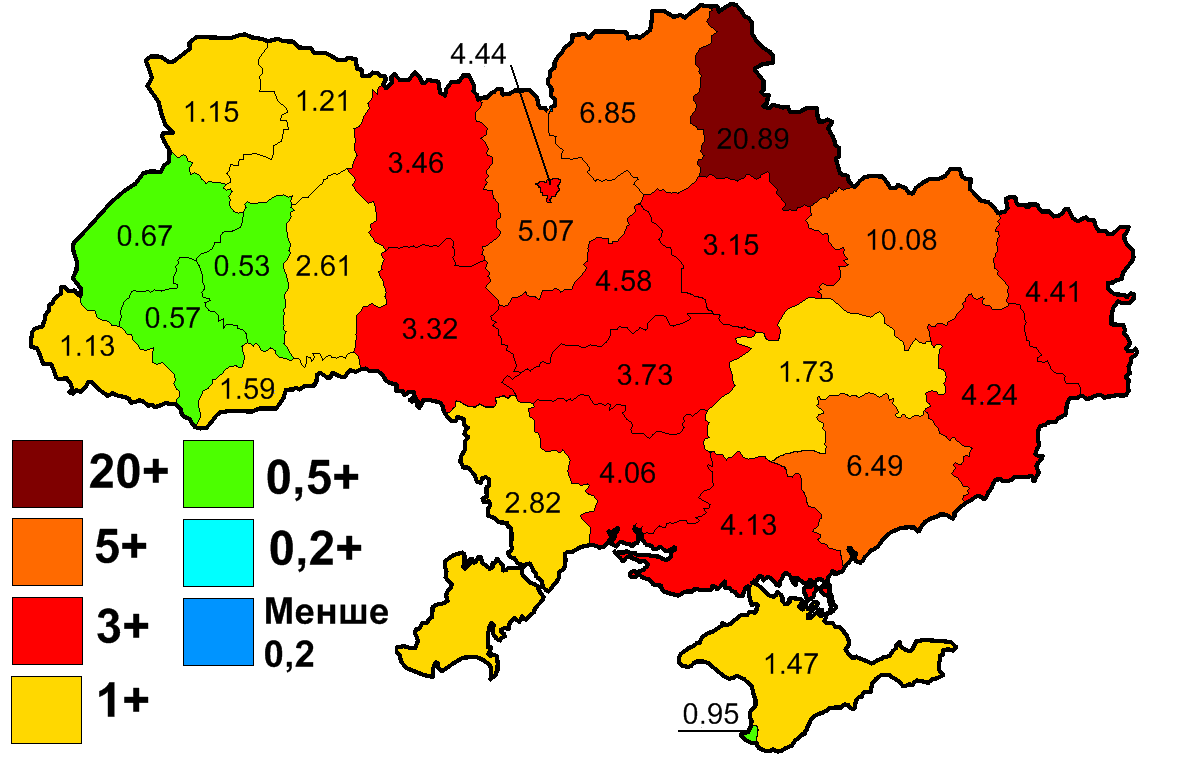
1998
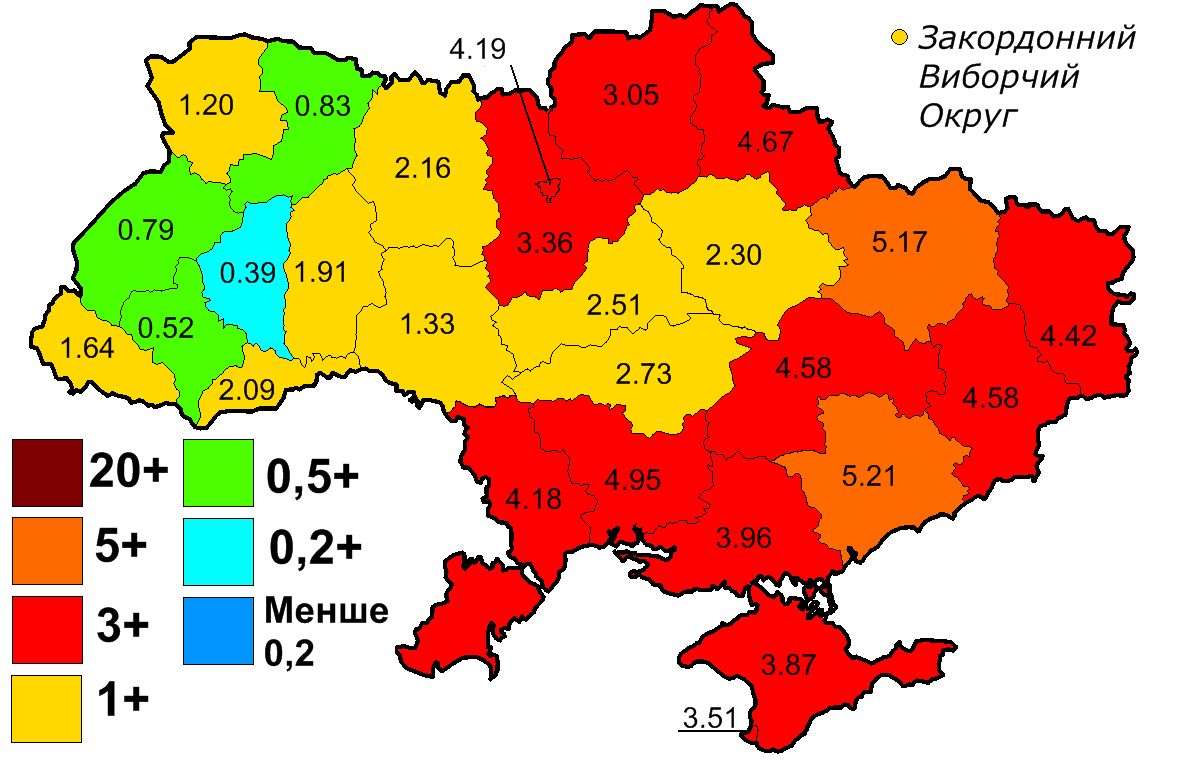
2002
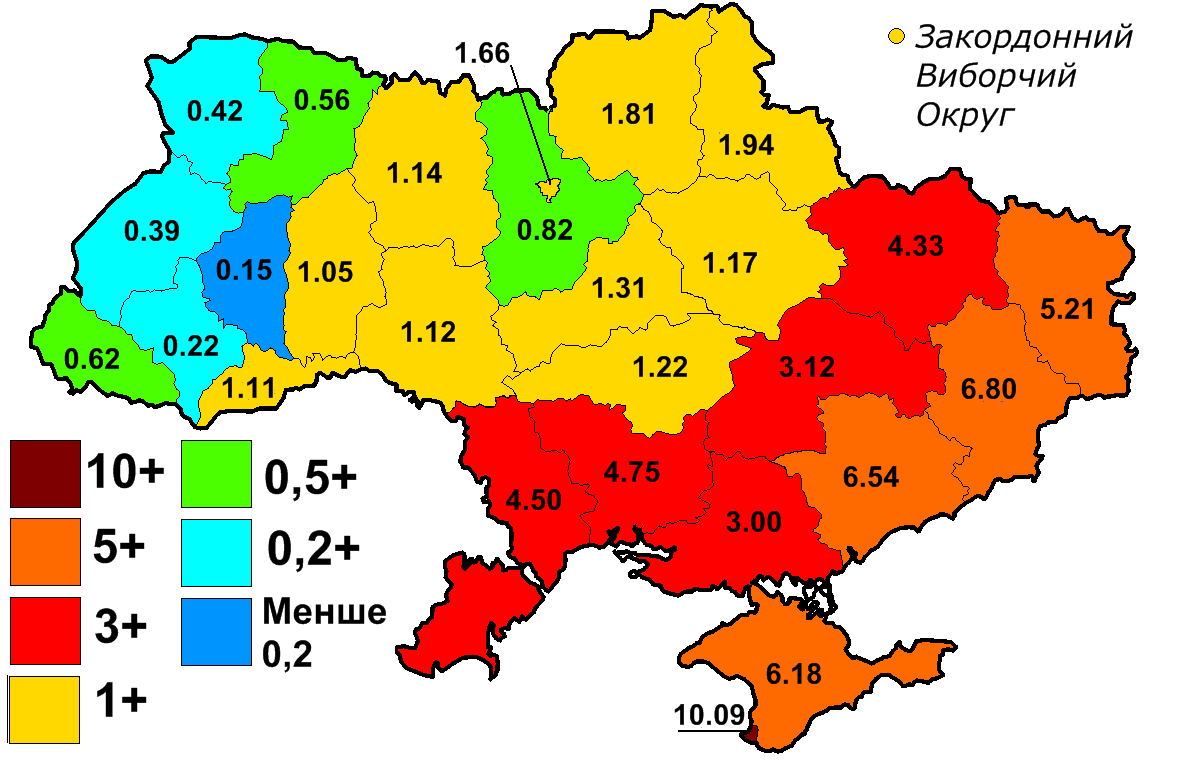
2006
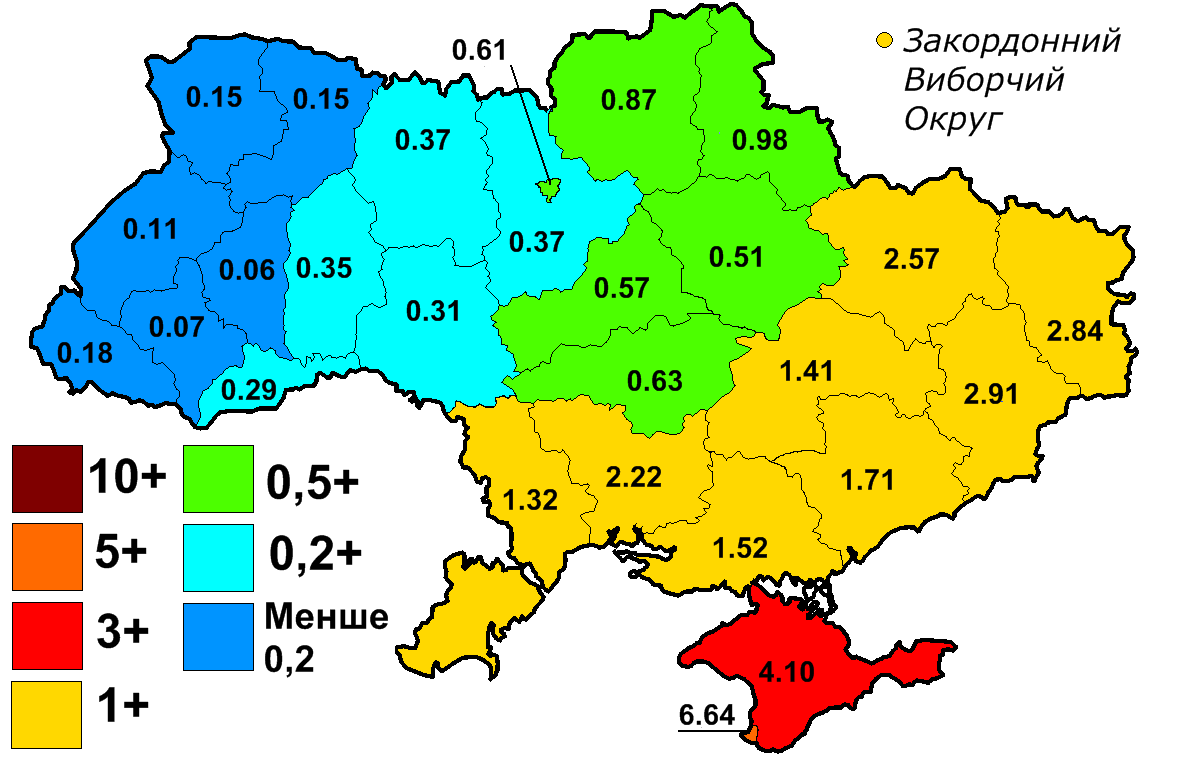
2007

## Международное сотрудничество
Партия поддерживает дружественное сотрудничество с политическими партиями:
- : «Российский общенародный союз»
- : «Евразийский союз молодёжи»
- : «Суть Времени»
- : «Коммунистическая партия Кубы»
- : «Партия арабского социалистического возрождения (БААС)»
- : «Сербская радикальная партия»

а также с региональными организациями:
- «Прогрессивные социалисты Севастополя»[14]